# Minute of Islands
Minute of Islands — инди-игра, приключенческая головоломка с элементами платформера, разработанная Studio Fizbin и изданная Mixtvision Games. Игрок управляет девушкой по имени Мо, которая путешествует по островам, чтобы спасти их от надвигающейся грибковой заразы, уничтожающей всё живое. Для этого Мо должна решать головоломки и активировать маяки.
Игра была разработана независимой немецкой студией, которая хотела создать игру с вручную нарисованными локациями и персонажами в стиле детских французских комиксов с фантастическими и сюрреалистическими локациями. Игровые локации в игре заигрывают с контрастом между романтическими скандинавскими образами, смертью и научной фантастикой.
Игровые критики хвалили игру за её визуальный стиль, красивые пейзажи, музыкальное сопровождение, которые не только удивляют, но и вызывают чувство ужаса или тоски. Обозреватели хвалили то, как Minute of Islands раскрывает внутренние переживания героини. Критики назвали игровой процесс посредственным, головоломки — лёгкими.

## Игровой процесс
Minute of Islands представляет собой приключенческий сайд-скроллер с элементами платформера. Мо может перемещаться, прыгать или подпрыгивать на уступах. Мо исследует игровые локации и решает головоломки, взаимодействуя с предметами. Головоломки требуют в основном перемещаться из одной в другую точку. Omni Switch показывает игроку куда направляться. По мере прохождения Мо обнаруживает новые способности Omni Switch, но эти способности не привязаны к системе улучшений.

Скриншот из игры

В игре есть механика воспоминаний в форме медузоподобного шара, который показывает воспоминания о связанной области. Игровой процесс в основном связан с исследованием областей. Мо путешествует между островами на ветхой лодке, исследует их, чтобы починить одну или несколько фильтрационных установок на каждом острове. Острова представляют собой скалистые местности и Мо должна проложить путь к машинам. После успешной активации машины Мо отправляется в подземелье, чтобы пробудить гиганта, управляющего техникой на текущем острове. Так как Мо много лет вдыхает споры грибка, она время от времени впадает в транс и игрок видит галлюцинации героини, нужно собрать несколько воспоминаний, чтобы вытащить героиню из фуги. На протяжении всего прохождения игрок слышит голос рассказчика.

### Сюжет
Игрок управляет девушкой по имени Мо. Всему живому на её родном архипелаге угрожает грибковая зараза, распространяющаяся по воздуху. Грибок пожирает всё, с чем вступает в контакт. Главная героиня Мо пробудила четырёх подземных гигантов, которые сумели остановить распространение грибка благодаря древним воздухоочистительными машинам. Несмотря на это, большая часть жителей решила покинуть архипелаг. Гиганты решили сделать Мо своей ученицей, дали ей магический инструмент Omni Switch и научили обращаться с древними технологиями и чинить их. На Мо возложена важная задача, так как древние машины постоянно ломаются и требуют ухода. На момент начала игры в системах происходит катастрофический сбой, от чего гиганты впадают в кататоническое состояние, грибок начинает стремительно захватывать архипелаг. Мо должна путешествовать по островам, с помощью Omni Switch чинить машины и пробуждать гигантов. Если она этого не сделает, то вся оставшаяся жизнь на архипелаге погибнет.

## Разработка
Разработка игры велась независимой немецкой студией Studio Fizbin в течение двух лет. Студия известна за разработку игры The Inner World. Командой руководил Анджин Анхут. Игра создавалась более двух лет на движке Unity
Minute of Islands задумывалась, как лишённая элементов насилия и сражений приключенческая игра с уклоном в повествование и изучение окружающего пространства. Игра должна была затрагивать эпичную историю с личными темами и тяжёлыми вопросами. Разработчики хотели вызвать эмоциональный отклик у игроков. Рассказчицу озвучила Меган Гей.  Minute of Islands разрабатывалась с расчётом прохождения за пять часов. Хотя у разработчиков было куда больше идей, им требовалось уложиться в бюджет, чтобы не попасть в производственный ад.
За художественный стиль отвечал арт-директор Тим Гаедке, также художник комиксов. Он настаивал на том, чтобы Minute of Islands выглядела, как нарисованные иллюстрации к комиксам и в игре не должно было быть CGI-элементов. Художественное направление в основном было вдохновлено французскими и франко-бельгийскими комиксами, например «Приключения Тинтина» или работами Мебиуса. Также стиль игры был вдохновлён мультсериалом «Время приключений» от Cartoon Network Studios.
Все анимации персонажей были нарисованы покадрово, также все сцены в игре и объекты в них были нарисованы вручную, чтобы придать большую реалистичность окружению. Это было дорого, но разработчики гордились проделанной работой. Наличие предметов-спрайтов минимально и это интерактивные предметы. Вначале геймдизайнеры создавали игровые уровни с платформерами и головоломками, после чего художники прорисовывали локации. Разработчики столкнулись с проблемами, когда объединяли изображения для их загрузки в игру, вес некоторых файлов мог достигать трёх гигабайтов. Учитывая сеттинг игры, прорабатывался вариант, где основную часть времени Мо была бы одета в защитный костюм. Разработчики хотели создать игру без боёв, урона и шкалы здоровья. В игре нельзя умереть. Для решения проблемы, связанной с падением с платформа, было решено ввести костюм-парашут.
Каждый остров создавался, чтобы быть уникальным и предлагать разный геймплей. От многих предложенных идей и локаций пришлось отказаться из-за ограниченного бюджета. Среди нереализованных идей например был остров с древними руинами по образу древнеримского Колизея или остров с остановкой времени.

### Сеттинг
Создание игры началось с концепт-арта, где на фоне гористого скандинавского ландшафта изображены два чумных доктор и героиня, но с жёлтыми волосами и красным плащом. Разработчики хотели изобразить в игре фантастические локации и определившись с костяком истории, начали изучать разные идеи для сеттинга, начиная с классической приключенческой игры в сеттинге прошлого, заканчивая инопланетными мирами. Художниками было создано множество скетчей, призванных подчеркнуть причудливость и фантастичность локаций. После этого разработчики выбрали наиболее подходящие черновики и прорабатывали сюжет, чтобы по возможности включить все эти рисунки в качестве локаций. Особенно разработчикам нравилась сцена с выныривающими из песка рыбами.
Для того, чтобы подчеркнуть фантастическую природу локаций было решено добавить грибную растительность, с учётом этого прорабатывался дальнейший сюжет. Hазработчики вдохновлялись мультфильмом «Навсикая из Долины ветров» от Studio Ghibli, в частности идеей грибных биомов, агрессивно поглощающих всё живое и падение цивилизации. Анджин упоминал, что тема, связанная с грибковой заразой уже была введена в сюжет до пандемии COVID-19 и параллели между этими темами случайны.
При работе над ландшафтами, Гаедке и другие художники также совмещали романтические образы, вдохновлённые скандинавскими пейзажами с горами и маяками с мрачной научной фантастикой — потусторонними биомами, «внеземной» технологией; психоделическими видениями, а также образами смерти и распада. Этот контраст был намеренно подчёркнут сценой с трупом кита в начале игры, чтобы вызвать шоковую реакцию у игроков. При создании поселений, разработчики хотели вызвать ностальгию по прошлому и изучали предметы быта из прошлых эпох.
При создании гигантов, облик каждого из них было решено связать с темой острова, на котором он живёт. В ранних набросках у гигантов не было глаз и носа, от чего у них был более жуткий облик, что вступало в контраст с их миролюбивой сущностью. Через облик гигантов разработчики хотели показать, что нельзя судить по внешности. Подземные локации подчёркивают древний возраст гигантов на столько, что они воспринимаются частью своего окружения.

## Музыка
Музыку к игре написал Томас Хоэль. Для созданий мелодий он подбирал необычные музыкальные инструменты, которые с одной стороны звучат акустически естественно, но по звуку не схожи с традиционными инструментами. Хоэль также записывал мелодии с помощью им же созданных инструментов, полученные записи затем проходили постобработку и были адаптированы для игры на синтезаторе. Хоэль, имея образование пианиста всегда любил полагаться на импровизации в стиле поп, соул, джаза, с таким же подходом создавались мелодии к игре. В качестве источника вдохновения Хоэль упоминал саундтрек к игре Little Nightmares 2 и другие треки Тобиаса Лильи. Саундтреки создавались с помощью программ Fmod или Wwise. Для записи треков также привлекались певица Табеа Хенкельманн и виолончелистка Самира Али.
Для Хоэля написание саундтрека к Minute of Islands стало первым опытом работы над музыкой к компьютерной игре. Если в фильмах музыка отражает происходящее на сцене, то при создании саундтрека к Хоэль должен был учитывать нелинейность и тот факт, что музыка в Minute of Islands привязана к игровой локации и она может в любой момент смениться по мере перемещения игрока.
Саундтрек был выпущен 14 июня 2021 года.
| - 1. Arrival on Bewwa — 1:18 - 2. Balduin — 1:44 - 3. Bergan's Awakening — 2:13 - 4. Bewwa Cleansed — 1:08 - 5. Blood Flow — 2:18 - 6. Boan — 1:36 - 7. Boat Ride Back to Heima — 2:11 - 8. Close to the Giant — 2:23 - 9. Crypts — 1:34 - 10. Eels — 1:44 - 11. Empty Home — 1:05 - 12. Endless Beach — 1:47 | - 13. Exploring Leuhsa — 1:34 - 14. Four Brothers and a Girl — 2:44 - 15. Ganen — 4:30 - 16. Graba — 4:07 - 17. Heima — 1:24 - 18. Hurry, Mo — 1:35 - 19. Job Done — 1:53 - 20. Leaving in Anger — 2:06 - 21. Leaving Safan — 1:50 - 22. Main Theme — 2:45 - 23. Memorfesti — 3:29 - 24. Miri's Lullaby (BONUS) — 1:08 | - 25. Miri's Song — 1:23 - 26. Miri's Worries — 1:34 - 27. Mo's Journey (BONUS) — 0:54 - 28. Old Shipwrecks — 2:25 - 29. Opening the Bridge Gate — 1:26 - 30. Premonition — 0:56 - 31. Reactivating the First Purifier — 1:14 - 32. Requiem for the Giants — 0:54 - 33. Reunion — 1:30 - 34. Ride Back to Boan — 1:15 - 35. Ride to Bewwa — 2:04 - 36. Safan's Release — 3:57 | - 37. Sea Berry Theme Park — 1:52 - 38. Stranded Whales — 1:58 - 39. The Ark — 2:10 - 40. The Bursting Sun — 2:37 - 41. The Drowned Giant — 0:44 - 42. The Jam Factory — 2:01 - 43. The Last Purifier — 3:39 - 44. The Lighthouse — 2:13 - 45. The Minute of Islands — 1:49 - 46. The Old Lighthouse Keeper — 1:36 - 47. The Tavern — 1:20 - 48. The Windmill — 1:48 - 49. Title Theme — 0:52 - 50. Underwater — 2:27 |

## Критика
| Сводный рейтинг    | Сводный рейтинг        |
| Агрегатор          | Оценка                 |
| ------------------ | ---------------------- |
| Metacritic         | PC: 73/100 PS4: 70/100 |
| Иноязычные издания |                        |
| Издание            | Оценка                 |
| Edge               | 6/10                   |
| Eurogamer          | 70%                    |
| Hardcore Gamer     | 3/5                    |
| IGN                | 7/10                   |
| Push Square        | [ 15 ]                 |

Уилл Эйкман с сайта Adventure Gamers назвал Minute of Islands красивым и трогательным приключением. По мнению критика Screen Rant игра впечатляет захватывающим художественным стилем и анимацией, эмоциональной историей, этого достаточно, чтобы удерживать интерес игроков. Стефани Нетти с сайта Eurogamer заметила, что Minute of Islands — путешествие в недра травмированного человеческого разума. Простой игровой процесс сочетается с по-настоящему насыщенным повествованием; эта грань подтверждает, на сколько особенными могут получаться инди-игры и как им каждый раз удаётся преподнести что-то новое. Сара Речена с сайта IGN заметила, что Minute of Islands — игра, ориентированная на передачу сильных и реалистичных эмоций, чувства утраты, хандры от зря потраченного времени. Игра сделана довольно хорошо и служит той цели, ради которой была создана.
Критик сайта Hardcore Gamer назвал игру неудачной, только визуальный стиль ограждает её от звания проходной игры. Она получилась посредственным представителем своего жанра.
Оценка игрового процесса была смешанной. Критик Adventure Gamers похвалил исследовательский акцент игры. Игровой процесс сам по себе простой, прямолинейный, может ощущаться однообразным и затянутым. Критик Hardcore Gamer назвал прохождение слишком лёгким, лишённым каких либо рисков, игре не хватаем контента. Обозревательница IGN с сарказмом  заметила, что самая трудная часть в игре — справится с эмоциями. Головоломки в игре по мнению критиков также в целом простые и по ощущениям повторяющиеся. У представителя ScreenRant иногда падала частота кадров.

### Стиль и история
Критики похвалили визуальный стиль игры, рисованную графику, качественные анимации. Представитель Adventure Gamers назвал Minute of Islands одной из самых красивых игр, в которую он играл в последнее десятилетие. По мнению рецензента ScreenRant, графика в игре похожа на двухмерную анимацию. Часть обозревателей также хвалили саундтрек. По мнению обозревательницы IGN, музыка порой может вызывать чувство тоски и одиночества.
Критики похвалили причудливые и фантастические пейзажи с грибками и биомеханическими технологиями, но изображение мрачного и умирающего мира, заброшенных городов, останков людей и животных вызывало у них также чувство ужаса и тоски. Это ярко контрастирует с детским визуальным стилем. Критик ScreenRant заметил, что в плане построения мира, а именно пребывающих в разрушении островов — игра схожа с Sea of Solitude. Обозреватели в целом похвалили представленный сюжет, в частности уклон на интерактивное повествование, которое удачно дополняет закадровый голос. Представитель Adventure Gamers указал на блестящее интерактивное повествование, раскрывающееся через геймплей, локации и головоломки и ощущал, будто смотрел интерактивную книгу. Критик Eurogamer признался, что история затронула его до глубины души. Обозревательница IGN сравнивала сюжет с долгими и одинокими минутами путешествия по испорченной вселенной, у неё также это вызвало ассоциации с кризисом, вызванным COVID-19. В плане эмоциональной отдачи игра схожа с Forgotton Anne или Gris. Критик Hardcore Gamer остался недоволен историей, упрекнув её за размытость и неясные мотивы.
Критики оценили то, как игра раскрывает личные мироощущения и переживания главной героини. С одной стороны только Мо может спасти свой мир, но с другой стороны она простой человек со своими слабостями. Игра отлично передаёт то, как бремя спасительницы и страх не соответствовать ожиданиям становится травмирующим опытом для Мо, портит отношения с родными, заставляет сомневаться в том, а не бессмысленны все её старания. Душевное состояние героини чётко подчёркивается голосом рассказчицы. Критики Adventure Gamers и Eurogamer оценили переосмысление заезженной тропы избранного спасителя. Представительницы IGN заметила, что это нормально чувствовать одиночество, отчаяние и тревогу при виде умирающего мира.